# Environmental Citizenship
Environmental oder seltener Ecological Citizenship (auf Deutsch nicht gebräuchlich, übersetzt etwa Umweltbürgerschaft) beschreibt die Idee einer Neukonzeption des klassischen Verständnisses vom Bürger als Staatsbürger anhand normativer Ideale hin zum Bürger als Verantwortlichen für die Erhaltung und den Schutz der Umwelt. Der Begriff wurde in den 1980er Jahren im Zuge der sich etablierenden Umweltbewegung geprägt.
Environmental Citizenship erweitert den klassischen Bürgerbegriff um die Verantwortung gegenüber anderen Geschöpfen wie Tieren, gegenüber der Natur als Lebensgrundlage aller Lebewesen, und schließlich bezieht sie in kosmopolitischer Weise alle anderen lebenden Menschen mit ein. Es ist nicht geklärt, inwiefern sich dieses Verständnis mit dem klassischen Liberalismus vereinbaren lässt, der die Grundlage für moderne Staatsbürgerschaft darstellt. Nach der Argumentation Derek Bells könnte ein konsistenter politischer Liberalismus immerhin Bürger als „Bürger einer Umwelt“ begreifen und ihn damit kompatibel zur Idee der Environmental Citizenship werden lassen.
Neben der Bedeutung einer solcherart veränderten Konzeption des Bürgerseins für den Einzelnen diskutieren besonders Unternehmen im Rahmen von Corporate Social Responsibility die Bedeutung von Environmental Citizenship. Für Unternehmen bedeute einer Studie aus dem Jahr 2000 zufolge Environmental Citizenship zweierlei: Einmal philanthropische, nach außen gerichtete Aktivitäten sowie interne Veränderungen in der Unternehmensführung, die auf eine Verbesserung der lokalen Umwelt zielen.
Kritisiert wurde das Konzept unter anderem von Vertretern des Ökofeminismus, die der Diskussion um die Environmental Citizenship eine ähnliche Genderignoranz vorwerfen wie den Konzeptionen des klassischen männlichen Bürgerbegriffs. Besonders kritisiert wird der fehlende Diskurs innerhalb der grünen politischen Theorie über die genaue Art des Zusammenlebens von Bürgern, die für das Wohlergehen als zentral gesehen werden. Eben hierin stecke nach wie vor eine Arbeitsteilung, die Frauen benachteilige und damit vorrangig Männern die Wahrnehmung staatsbürgerlicher Tätigkeiten ermögliche.